# Trận Taranto
Trận Taranto diễn ra vào đêm 11-12 tháng 11 năm 1940 trong Chiến tranh thế giới thứ hai giữa giữa Hải quân Hoàng gia Anh dưới sự chỉ huy của Đô đốc Andrew Cunningham và Hải quân Italia dưới sự chỉ huy của Đô đốc Inigo Campioni. Hải quân Hoàng gia đã tổ chức cuộc tấn công hải quân tàu chống tàu hoàn toàn bằng đường hàng không đầu tiên trong lịch sử, sử dụng 21 máy bay ném bom-ngư lôi hai tầng cánh Fairey Swordfish từ tàu sân bay HMS Illustrious trên biển Địa Trung Hải.
Cuộc tấn công nhằm vào hạm đội tàu chiến của Hải quân Hoàng gia Italia đang neo đậu tại vịnh Taranto, sử dụng các ngư lôi ném từ trên không bất chấp mức nước nông tại vịnh. Sự thành công của cuộc tấn công này đã thúc đẩy sự phát triển của không lực hải quân trước những khẩu pháo lớn trên các thiết giáp hạm. Theo lời Đô đốc Cunningham, "Taranto, vào đêm 11-12 tháng 11 năm 1940, nên được nhớ mãi khi nó đã cho thấy, một lần và mãi mãi rằng Hải quân hoàng gia sở hữu thứ vũ khí hủy diệt nhất."

## Bối cảnh
Từ lâu trước Chiến tranh thế giới thứ nhất, Đệ nhất hạm đội của Hải quân Hoàng gia Italia đã đặt căn cứ ở Taranto, một thành phố cảng ở bờ biển phía đông nam nước này. Trong giai đoạn đó, Hải quân Hoàng gia Anh đã xây dựng một kế hoạch để chống lại sức mạnh của Hải quân Ý. Lám suy yếu sức mạnh của một địch quốc ở Địa Trung Hải cũng là một nhiệm vụ quan trọng. Các kế hoạch để tấn công cảng Taranto cũng đã sớm được cân nhắc từ khi Italia xâm lược Ethiopia vào năm 1935
.
Vào những năm 1940-1941, quân đội Ý hoạt động ở Bắc Phi, đặt căn cứ ở Lybia, và cần một tuyến vận tải từ chính quốc. Chiến dịch Bắc Phi của quân Anh, đặt căn cứ ở Hy Lạp chịu những khó khăn lớn hơn về tiếp tế. Các đoàn tàu vận tải phải cân nhắc việc đi qua Mũi Hảo Vọng, Đi ngược lên bờ biển Đông Phi rồi đi qua kêng đào Suez để đến Alexandria thay vì đi qua Gibraltar và Malta gần bờ biển Sicily. Đi qua châu Phi rất dài và tốn thời gian, và hạm đội Ý có vị trí thuận lợi để cắt đứt nguồn tiếp tế và sự bảo vệ từ Anh trên con đường ngắn xuyên qua Địa Trung Hải.
Theo như quân điểm về một hạm đội hiện hữu, người Ý thường để hạm đội của họ trong cảng và thường không sẵn sàng tìm kiếm một trận chiến với hải quân Anh ngay cả trên hải phận của họ bởi vì bất cứ tàu nào lớn hơn một tàu khu trục nếu bị mất đều không dễ để thay thế. Đội tàu neo tại cảng Taranto là một lực lượng mạnh: sáu thiết giáp hạm (riêng chiếc Andrea Doria không sẵn sàng chiến đấu bởi tàu đang được sửa chữa còn các thủy thủ của nó thì còn đang trong quá trình huấn luyện), bảy tàu tuần dương hạng nặng, hai tàu tuần dương hạng nhẹ và tám tàu khu trục. Đây là một mối đe dọa với việc vận tải của Anh và là một vấn đề nghiêm trọng.
Do Hiệp ước Munchen năm 1938, Đô đốc Dudley Pound, tư lệnh Hạm đội Địa Trung Hải của hải quân Anh lo lắng về sự tồn vong của tàu sân bay HMS Glorious trước hạm đội địch của Italia trên Địa Trung Hải và yêu cầu các thuộc cấp kiểm tra lại các kế hoạch tấn công vào cản Taranto. Ông nhận được lời khuyên của Lumley Lyster, hạm trưởng của Glorious, rằng các máy bay ném bom-ngư lôi hai tầng cánh Fairey Swordfish của ông có thể tấn công ban đêm. Hơn nữa, Không đoàn Hải quân là đơn vị hải quân duy nhất có thể làm được điều này. Pound đã xem xét lời khuyên của Lyster và bắt đầu huấn luyện lực lượng. An ninh đã được siết chặt, do đó khong hề có bản ghi âm nào tồn tại. Một tháng trước khi chiến tranh bắt đầu, Pound đã tư vấn cho người kế nhiệm, Đô đốc Andrew Cunningham, để đánh giá mức độ khả thi của kế hoạch.
Việc Pháp đầu hàng và việc Hạm đội Pháp tại Địa Trung Hải bị mất (ngay trước chiến dịch Catapult) khiến cho việc điều chỉnh trở nên cần thiết. Chiếc tàu sân bay cũ, HMS Eagle, theo quan điểm của Cunningham là rất lý tưởng, sở hữu một lực lượng không quân giàu kinh nghiệm, được tạo nên chủ yếu bới các máy bay Swordfish. Ba tiêm kích Sea Gladiator đã được thêm vào chiến dịch. Các kế hoạch rõ ràng đã được xây dựng sau khi quân Ý dừng chân tại Sidi Barrani, loại bỏ trách nhiểm cho hạm đội Địa Trung Hải của quân Anh.
Đánh giá chiến dịch chỉ là một phần của chiến dịch lớn MB8. Ban đầu thì nó được lên kế hoạch diễn ra vào ngày 21 tháng 10 năm 1940, ngày Trafalgar, nhưng một đám cháy trong bồn nhiên liệu phụ của một chiếc Swordfish đã khiến chiến dịch bị hoãn lại. Các bồn xăng 270 lít đã được lắp vào vị trí của kiểm soát viên  trên các oanh tạc cơ - các kiểm soát viên ngồi vào vị trí của các pháo thủ - để tăng tầm hoạt động của máy bay đủ để tới được Taranto. Việc số hỏa lực ít ỏi này được dùng cho những việc quan trọng hơn về sau đã làm mất hai chiếc Swordfish. Sau đó, Eagle bị hỏng hệ thống nhiên liệu, vậy nên nó đã bị loại khỏi chiến dịch.
Khi chiếc tàu sân bay mới đóng  HMS Illustrious xuất hiện tại Địa Trung Hải đặt căn cứ tại Alexandria, nó nhận thêm năm chiếc Swordfish từ HMS Eagle và thực hiện chién dịch một mình.
Lực lượng đặc nhiệm hải quân đầy đủ - được chỉ huy bởi Đô đốc Lyster, người đã lên kế hoạch ban đầu cho trận Taranto - bao gồm Illustrious, các tàu tuần dương hạng nặng HMS Berwick và York, các tàu tuần dương hạng nhẹ HMS Gloucester và Glasgow, cùng các tàu khu trục HMS Hyperion, Ilex, Hasty và Havelock The 24. 24 phi cơ Swordfish đến từ các binh đoàn không lực hải quân số 813, 815, 819 và 824. Số lượng máy bay ít ỏi đã gây nên một số lo sợ rằng chiến dịch sẽ chỉ cảnh báo và kích động Hải quân Italia mà không đạt được một thành quả đáng chú ý nào. Illustrious cũng có một số tiêm kích Fairey Fulmar của đoàn 806 giúp cung cấp bảo vệ từ trên không cho lực lượng đặc nhiệm bên cạnh radar và hệ thống điều khiển hỏa lực.
Một nửa số máy bay Swordfish được trang bị ngư lôi cho cuộc tấn công chính, nửa còn lại mang bom và pháo sáng để hỗ trợ. Số ngư lôi này được trang bị kíp nổ từ tính/tiếp xúc Duplex. đặc biệt nhạy cảm ở vùng biển lồi lõm, mà sau đó đã được kiểm nghiệm với thiết giáp hạm Bismarck. Có một số nghi ngờ rằng ngư lôi có thể bị nảy lên trong cảng sau khi được thả. Tỉ lệ thiệt hại của các máy bay được ước tính là 15%.
Nhiều chuyến bay trinh sát đã được thực hiện bởi các máy bay Martin Marylands bay từ Malta đã xác nhận vị trí của hạm đội Ý. Các máy bay này đã chụp những bức ảnh giúp các sĩ quan tham mưu trên tàu Illustrious phát hiện ra một số khinh khí cầu phòng không mà trước đó không được phát hiện,do đó kế hoạch tấn công đã thay đổi. Để đảm bảo các tàu chiến Ý không rời cảng, hải quân Anh đã cho một tàu bay Shorrt Sunderland xuất kích vào đêm 11 tháng 11, như thể lực lượng tàu sân bay đang ở đảo Cephalonia của Hy Lạp, cách cảng Tarranto khoảng 310 km. Chuyến bay trinh sát này đã đánh lạc hướng các lực lượng hải quân ở miền nam Italia, nhưng do không có radar, họ không thể làm gì ngoài việc chờ đợi. Hải quân Hoàng gia Italia có thể đi tìm các tàu chiến Anh, tuy nhiên điều này trái với triết lý hải quân được áp dụng từ tháng 1- 1940 đến tháng 9-1943 của nước này.
Sự phức tạp của chiến dịch MB8, với các lực lượng chiến đấu và hộ tống khác nhau, đã khiến cho hải quân Ý nghĩ rằng chỉ có một đoàn hộ tống bình thường đang di chuyển. Điều này đã đóng góp vào chiến thắng của quân Anh.
Căn cứ Taranto được bảo vệ bởi 101 súng phòng không, 193 súng máy và thường có thêm một số khí cầu phòng không, mà trong số đó chỉ có 11 chiếc hoạt động vào ngày 11 tháng 11, do gió mạnh vào ngày 6 tháng 11 đã thổi bay 60 chiếc. Các tàu chiến chủ lực cần có lưới chống ngư lôi, tuy nhiên việc bảo vệ đầy đủ cần tới 12 800 m lưới, và chỉ có 1/3 số lưới này được trang bị trước cuộc tấn công do một cuộc diễn tập bắn pháo. Hơn nữa, số lưới này lại không chạm tới đáy cảng, khiến ngư lôi của Anh có thể đi bên dưới chúng 60 cm.

## Cuộc tấn công

Hướng tấn công của máy bay Anh trong cuộc không kích vào Taranto.

Đợt tấn công đầu tiên, dẫn đầu bởi Trung úy  Kenneth "Hooch" Williamson, gồm 12 máy bay rời Illustrious ngay trước 21 giờ ngày 11 tháng 11 năm 1940, và đợt tấn công tiếp theo diễn ra sau đó 90 phút. Trong đợt thứ hai, một máy bay đã phải quay về do trục trặc ở bình xăng phụ trợ, và một chiếc xuất kích muộn 20 phút do cần khắc phục một trục trặc nhỏ, do đó chỉ có tám chiếc tới mục tiêu.
Đợt tấn công đầu tiên, gồm chín chiếc Swordfish mang ngư lôi, hai chiếc mang pháo sáng cùng bốn quả bom 110 kg, và bốn chiếc mang sáu bom, được chia làm hai nhóm, trong đó ba máy bay ném bom và một máy bay ném ngư lôi đi lạc khỏi lực lượng chính khi bay trong mây. Nhóm nhỏ hơn đã tiếp tục đến Taranto một cách độc lập. Nhóm chính đến cảng vào lúc 22:58. Mười sáu quả pháo sáng được thả ở phía đông cảng, sau đó các máy bay thả pháo sáng đã bổ ném bom bổ nhào để làm bốc cháy các bể dầu. Ba máy bay tiếp theo dẫn đầu bởi Trung úy Williamson bay qua đảo San Pietro, tấn công thiết giáp hạm Conte di Cavour bằng một quả ngư lôi phát nổ ở mạn tàu, dưới mực nước 8.2 m. Các máy bay của Williamson ngay lập tức bị tấn công bởi pháo phòng không trên các tàu chiến Ý. Hai máy bay còn lại trong đợt tấn công này tiếp tục né tránh các khí cầu phòng không, tiếp tục hứng chịu pháo phòng không hạng nặng từ các tàu chiến Ý và hỏa lực trên bờ, để thực hiện một cuộc tấn công bất thành vào thiết giáp hạm Andrea Doria. Ba chiếc bay thấp tiếp theo tấn công xa hơn một cút về phía bắc, tấn công thiết giáp hạm Littorio, nã vào nó hai ngư lôi và phóng trượt một ngư lôi vào kỳ hạm Vittorio Veneto. Lực lượng ném bom, dẫn đầu bởi Đại úy O.Patch tấn công ngay sau đó. họ đã thấy khó xác định mục tiêu, tuy vậy đã đánh trúng hai tàu tuần dương đang đậu ở vịnh Mar Piccolo bằng hai quả bom từ độ cao 460m. tiếp theo là một máy bay khác nhắm vào bốn tàu khu trục.
Đợt tấn công thứ hai bao gồm tám máy bay, dẫn đầu bởi Trung úy J. W. Hale từ đơn vị 819, tiếp cận từ phí bắc bên trên cảng Mar Grande, với hai máy bay mang bom cùng pháo sáng, năm máy bay còn lại mang ngư lôi. Pháo sáng được thả khoảng trước nửa đêm. Hai máy bay ném ngư lôi nhắm vào Littorio, một chiếc đã đánh trúng. Một máy bay, mặc dù đã bị đánh trúng hai lần bởi hỏa lực phòng không, nhắm ngư lôi vào Vittorio Veneto nhưng đánh trượt. Một máy bay khác đánh trúng Duilio bằng ngư lôi, phá thủng một lỗ lớn ở thân tàu, làm ngập nước cả hai hầm đạn phía trước. Máy bay của Trung úy G. W. L. A. Bayly bị bắn rơi bởi hỏa lực phòng không từ tuần dương hạm hạng nặng Gorizia sau khi đã đánh trúng thiết giáp hạm Littorio, đây là chiếc máy bay duy nhất bị hạ trong đợt thứ hai. Phi cơ Anh cuối cùng đến Taranto sau những chiếc khác khoảng 15 phút thực hiện một pha đánh bom bổ nhào không thành vào một tuần dương hạm Italia mặc dù bị hỏa lực phòng không dày đặc tấn công. Máy bay này sau đó an toàn quay lại HMS Illustrious lúc 2 giờ 39.
Trong trận chiến, hai máy bay bị bắn rơi, hai thành viên tổ bay của chiếc đầu tiên bị bắt sống, hai người tiếp theo tử trận.
Các thiết giáp hạm Italia bị thiệt hại nặng:
- Conte di Cavour bị đục thủng một lỗ 12 m x 8 m ở thân tàu, các nỗ lực sửa chữa đã bị trì hoãn đến mức quá muộn, do đó sống tàu đã chạm xuống đáy nước. 27 thành viên thủy thủ đoàn thiệt mạng và hơn một trăm người bị thương. Cuối cùng, chỉ còn phần cấu trúc thượng tầng và dàn pháo chính còn ở trên mực nước. Con tàu được trục vớt sau đó, sửa chữa một phần và đưa đến thành phố Trieste để sửa chữa và nâng cấp, tuy nhiên sau đó tình thế thay đổi khiến việc sửa chữa không còn đực ưu tiên. Khi phát xít Ý đầu hàng thì việc tu sửa vẫn chưa xong, vì vậy co tàu không bao giờ quay lại phục  vụ đầy đủ.
- Duilio chỉ có một lỗ nhỏ hơn (11 m x 7 m),  và được giải cứu bằng cách phóng lên bờ.
- Littorio bị ngập nước nặng bởi ba ngư lôi. Mặc dù hệ thống bảo vệ dưới mực nước (có tên là hệ thống Pugliese, là tiêu chuẩn trên các tàu chiến Italia), thiệt hại rất rộng mặc dù thiệt hại thực tế không lớn, động cơ còn nguyên. Trên tàu có 32 người chết và nhiều người bị thương. Có ba lỗ thủng trên thân tàu, một lỗ 7 m x 1.5 m ở mạn trái, hai lỗ 15 m x 10 m và 12 m x 9 m bên mạn phải. Con tàu cũng lao lên bờ, tuy vậy mũi tàu vẫn bị ngập nước hoàn toàn.

Lực lượng phòng không Ý đã bắn 13 489 quả đạn pháo từ các ụ pháo trên bờ, cùng hàng nghìn quả từ các tàu chiến. Hệ thống phòng không đáng gờm bao gồm 101 súng và 193 súng máy. Ngoài ra còn có 87 khí cầu phòng không, tuy nhiên 60 chiếc đã bị gió cuốn đi. Chỉ có 4.2 km lưới chống ngư lôi được đặt quanh các chiến hạm. tới độ sâu 10 m, trong khi thực tế cần tới 12.8 km. Ngoài ra còn có 13 máy định vị nguồn âm và 22 đèn pha (mỗi tàu có 2 đèn). Denis Boyd, sĩ quan chỉ huy trên HMS Illustrious viết trong báo cáo sau đó: "Đáng chú ý là quân địch không dùng đèn pha trong cả trận đánh."
Littorio được sửa chữa bằng mọi tài nguyên có sẵn.và quay lại phục vụ sau 4 tháng, trong khi việc phục hồi những chiếc tàu cũ yêu cầu nhiều thời gian hơn rất nhiều (việc sửa chữa chiếc Duilio cần đến bảy tháng, trong khi chiếc Conte di Cavour không bao giờ được tu sửa xong). Tổng cộng chỉ có 20 chiếc Swordfish  tham gia trận đánh. Hai máy bay Ý bị phá hủy do ném bom mặt đất. hai quả bom không phát nổ rơi trúng tuần dương hạm Trento và tàu khu trục Libeccio. Một phát đánh hụt gây hư hại lên tàu khu trục Pessagno.
Trong khi đó, Lực lượng X gồm các tàu tuần dương tấn công một đoàn hộ tống của Italy (Trận chiến eo biển Taranto). Lực lượng này gồm ba tuần dương hạm (HMS Ajax, Orion và HMAS Sydney), cùng hai tàu khu trục lớp Tribal (HMS Nubian và Mohawk). Ngay sau nửa đêm, chúng gặp và đánh chìm 4 tàu buôn Ý (Capo Vado, Catalani, Locatelli và Premuda), phá hoại tàu phóng lôi Fabrizi, còn tàu buôn vũ trang Ramb III trốn thoát.
Cunningham và Lyster muốn tấn công Taranto thêm lần nữa vào đêm hôm sau với máy bay Swordfish (sáu máy bay thả bom - ngư lôi, bảy máy bay ném bom và hai máy bay thả pháo sáng) - một phi công ghi lại "Họ nói đến trận Balaclava" - tuy vậy thời tiết xấu đã ngăn cản dự định này.

## Diễn biến tiếp theo
Hạm đội Ý đã mất một nửa số tàu chiến chủ lực trong trận đánh này; ngày hôm sau, Hải quân Ý đưa những chiếc tàu chưa bị hư hại đến Napoli nơi chúng được bảo vệ tốt hơn khỏi những vụ tấn công tưng tự, cho đến khi việc phòng thủ ở Taranto (chủ yếu là lưới chống ngư lôi) được cải thiện đầy đủ để bảo vệ các tàu chiến khỏi các cuộc tấn công tương tự trong tương lai - điều đã xảy ra từ tháng 3 đến tháng 5 năm 1941. Việc sửa chữa Littorio mất bốn tháng, Duilio mất bảy tháng, Conte di Cavour cần được sửa chữa nhiều đến mức vẫn chưa hoàn thành khi Italia đầu hàng vào năm 1943. Cunningham viết sau cuộc tấn công: "Trận Taranto đã giúp chúng ta có thể rảnh tay đáng kể và tôi hy vọng chúng ta có thể tận dụng được chiến thắng này. Tôi không tin rằng ba thiết giáp hạm còn lại của họ sẽ đối đầu chúng ta và nếu có, tôi đã được chuẩn bị để có thể giải quyết chúng chỉ bằng hai thiết giáp hạm."  Thực tế, cán cân sức mạnh  đã nghiêng về hạm đội Địa Trung Hải của Anh, khi đó đang thoải mái hoạt động: Trước đó họ buộc phải hoạt động như mọt đơn vị để đối đầu với các tàu chiến chủ lực của Ý, giờ họ có thể  chia thành hai nhóm tác chiến, mỗi nhóm được xây dựng quanh một tàu sân bay và hai thiết giáp hạm.

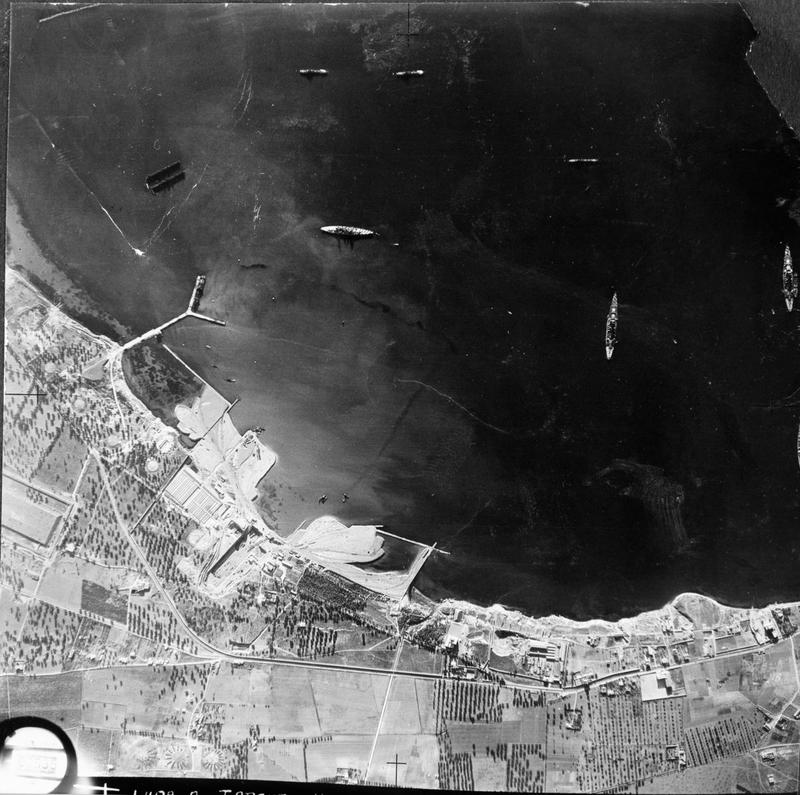
Không ảnh chụp lại tàu chiến của Hải quân Hoàng Gia Ý đang neo đậu tại Cảng Mar Grande, Taranto.
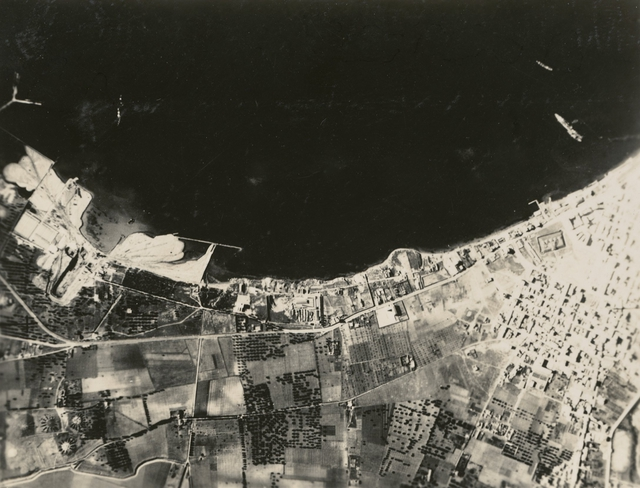
Không ảnh chụp lại thiết giáp hạm Duilio được ủi mắc cạn tại vùng nước nông sau cuộc không kích.

Tuy nhiên, dự đoán của Cunningham về việc Italy không sẵn sàng đánh cược các tàu chiến chủ lực của họ nhanh chóng tỏ ra sai lầm. Chỉ năm ngày sau trận Taranto, Campioni lại mang  hai thiết giáp hạm, sáu tuần dương hạm và 14 tàu khu trục tới để làm gián đoạn chiến dịch đưa không quân tới Malta của Anh,  đưa đến trận mũi Spartivento vào ngày 27-11-1940. Hai trong số ba chiếc thiết giáp hạm bị hỏng nặng dược sửa vào giữa năm 1941 và tiếp tục sửa chữa và quay lại chiến đấu cho đến khi Ý rời cuộc chiến vào năm 1943.
Cuộc tấn công vào Taranto được báo thù sau đó một năm bởi Hải quân Ý vào Alexandria, khi Hải quân  Anh bị tấn công bởi tàu ngầm bỏ túi, gây hư hại lên HMS Queen Elizabeth và HMS Valiant.
Tuy  nhiên, xét theo nhiệm vụ ban đầu của nó là gián đoạn con đường tiếp tế của phe Trục sang Bắc Phi thì trận đánh này có rất ít tác động. Thực tế, khối lượng vận chuyển của quân Ý tới Lybia từ tháng 10-1940 đến tháng 1-1941 đã tăng lên đến 49 435 tấn, so với 37 204 tấn của thời điểm trước đó 4 tháng. Hơn nữa, trận Taranto chỉ làm thay đối cán cân lực lượng ở Địa Trung Hải, chứ "không thể tung ra một đòn quyết định thổi bay hoàn toàn đối phương để thay đổi hoàn toàn chiến cục ở Địa Trung Hải sau đó".
Ngư lôi thả từ trên không chuyên dụng trong các lực lượng hải quân hiện đại từng được cho là phải tấn công tàu bè ở độ sâu tối thiểu là 23 m. Cảng Taranto có độ sâu trung bình chỉ khoảng 12 m, nhưng Hải quân Anh đã phát triện một phương pháp để ngăn ngư lôi chìm quá sâu. Một chiếc trống được lắp vào phần dưới mũi máy bay, nối với một cuộn dây điện mà đầu kia nối với đầu ngư lôi. Khi thả rơi, sức căng của cuộn dây kéo mũi ngư lôi hướng lên trên, khiến đuôi ngư lôi chạm mặt nước trước thay vì phần đầu.

### Tác động lên trận Trân Châu Cảng
Có vẻ như các sĩ quan của Hải quân Đế quốc Nhật Bản đã nghiên cứu cẩn thận cuộc tấn công Taranto khi lên kế hoạch cho trận tập kích Trân Châu Cảng khi mà cả hai cuộc tấn công đều gặp chung vấn đề về mức nước nông ở cảng. Trung úy Takeshi Naito. tùy viên quân sự Nhật ở Berlin lập tức bay tới Taranto đề nghiên cứu cuộc tấn công. Trước đó, Naito đã có một cuộc đàm thoại dài với tư lệnh Mitsuo Fuchida về những quan sát của mình vào tháng 10-1941. Fuchida sau đó tấn công vào ngày 7-12-1941. Đáng chú ý hơn, Nhật Bản tổ chức một nhiệm vụ ở Ý vào tháng 5-1941. Một nhóm các sĩ quan hải quân đế quốc Nhật Bản thăm Taranto và sau đó có một cuộc nói chuyện dài với các sĩ quan Ý. Tuy vậy , hải quân Nhật đã tác chiến ở các vùng nước nông từ đầu năm 1939, với nhiều cảng nông để làm mục tiêu diễn tập, bao gồm Manila, Singapore, Vladivostok và Trân Châu Cảng. Từ đầu thập niên 1930, khi mẫu ngư lôi 91 được đưa vào sử dụng, hải quân Nhật đã sử dụng những mũi ngư lôi bằng gỗ có thể vứt bỏ để giảm thiểu tác động khi tiếp xúc với mặt nước. Khoảng năm 1936, họ hoàn thiện các vây gỗ để tăng sự ổn định cho ngư lôi.
Trận Trân châu Cảng có quy mô lớn hơn hẳn trận Taranto. Cả sáu tàu sân bay hạm đội của Hải quân Nhật đều tham gia, mỗi tàu đều có một lực lượng không quân gấp đôi một tàu sân bay Anh. Điều đó khiến Hạm đội Thái Bình Dương của Mỹ bị thiệt hại nặng hơn nhiều: bảy thiết giáp hạm bị chìm hoặc bị phá hỏng, nhiều tàu chiến khác bị loại khỏi vòng chiến. Hải quân Mỹ sau đó đã xây dựng các chiến dịch ở Thái  bình Dương với những tàu chiến chủ lực là các tàu sân bay thay vì thiết giáp hạm. Các thiết giáp hạm tỏ ra ít hữu dụng hơn khi hoạt động ở vùng biển rộng của Thái Bình Dương: các tàu chiến này quá chậm để hộ tống các đoàn vận tải và được sử dụng chủ yếu làm hỏa lực hỗ trợ cho các nhiệm vụ đổ bộ.